# ناروتو (الموسم 2)
الموسم الثاني من ناروتو فقد قام بإنتاجه إستديو بيرو بالمشاركة مع تلفزيون طوكيو، وقام بإخراجه هاياتو داتيه. وتتحدث قصته عن الفريق السابع الذي يخضع لاختبار الشونين، وتعرض القرية للغزو. أُذيع الموسم الثاني من ناروتو في اليابان لأول مرة في 12 نوفمبر 2003 حتى 8 سبتمبر 2004 على تلفاز تلفاز طوكيو. جمعت سوني بيكتشرز إنترتينمنت الحلقات في مجلدات دي في دي وصل عددها إلى 12 مجلد باسم «المرحلة الثانية»، ابتداءً من 1 يناير وحتى 1 ديسمبر 2004. بدأ عرض الموسم الثاني على سبيس باور من 20 أبريل 2010 (استكمالاً للجزء الثاني الذي بدأ من الحلقة 53) وحتى 8 فبراير 2011 (الحلقة 100) ولكن حسب ترتيب الأجزاء العربية استمر عرضه حتى الحلقة 104.
يحتوي الموسم على 6 شارات موسيقية في النسخة اليابانية: شارتا بداية و4 شارات نهاية. شارة البداية الأولى هي "الحزن في اللطف" (悲しみをやさしさに كاناشيمي أو ياساشيسا ني) من أداء ليتل باي ليتل، والتي اِستُخدِمت حتى الحلقة 80، والشارة الثانية هي «انطلق!!!» (GO!!!) من أداء فلو للحلقات المتبقية. شارة النهاية الأولى هي «فيفا روك» (Viva Rock) من أداء أورانج رينج، وظلت مُستخدَمة حتى الحلقة 64، ليحل محلها «حي» (Alive) من أداء رايكو، وبدورها استمرت من الحلقة 65 وحتى الحلقة 80، ثم تبعتها "عدة مرات من قبل" (今まで何度も إما مادي ناندو مو) من أداء ماس ميسايل، والتي اِستُخدمت من الحلقة 81 وحتى الحلقة 96، ولتأتي أخيرًا شارة "نيزك" (流星 ريوسيه) من أداء تيا، والتي اِستُخدمت في الحلقات المتبقية.

## ملخص الموسم

### اختبارات التشونين
وأخيرًا، انطلقت النهائيات بحضور الشهاب الثالث مع ظل الرياح الرابع (الكازيكاغي) وأول مباراة كانت لناروتو ضد نيجي، وانتهت بفوز ناروتو. أما المباراة الثانية كانت لساسوكي ضد غارا ولكن ساسوكي كان قد تأخر فاضطر الشهاب لتأجيلها. المباراة الثالثة كانت لشينو ضد كانكرو ولكنها لم تُلعَب بسبب انسحاب كانكرو. المباراة الرابعة كانت لشيكامارو ضد تيماري، حيث أظهرت قدرًا عاليًا من الخطط وكان الأفضلية لشيكامارو ولكنه انسحب في النهاية بسبب استهلاك طاقته. انطلقت المباراة المُأَجلة لساسوكي وغارا، وقبل أن تنتهي المباراة أُلقيت قنبلة دخانية عند منصة الشهاب لتبدأ عملية تدمير قرية الورق.

### تحطيم قرية الورق
بعد إلقاء القنبلة، تظهر 3 ثعابين وينطلق نينجا الرمال والصوت في مهمة لتدمير قرية الورق. يقوم رباعي الصوت بإنشاء حاجز حول الشهاب الثالث وظل الرياح الرابع، حينئذٍ يدرك الشهاب أن أوروتشيمارو هو من يتنكر بهيئة ظل الرياح بعد أن قتله في الطريق. قام أوروتشيمارو بإظهار تابوتين وفشل الثالث في الظهور ليخرج منهما الشهابان الأول والثاني ويخوضان معركة ضارية ضد الشهاب الثالث الذي قام باستدعاء ملك القرود «إنما» لمساعدته في المعركة. أدرك الشهاب الثالث أن لا بد أن يختم الشهابين حتى يهزمها فقام باستخدام تقنية "ختم الشيطان الميت المهلك" (屍鬼封尽 شيكي فوجين) وهي نفس التقنية التي استخدمها الشهاب الرابع لختم الثعلب ذو الذيول التسعة بداخل ناروتو، وهذا التقنية تودي بحياة مستخدمها وتقوم بختمه هو أيضًا. فشل الشهاب الثالث في ختم أوروتشيمارو بسبب الجروح التي أُصيب بها في المعركة فقام بختم يديه حتى لا يستطيع استخدام أختام النينجا.
انطلق أشقاء الرمل مع زميلهم باكي بعيدًا عن الملعب المقام عليه المباراة، وقام ساسوكي بمطاردتهم لإكمال المباراة ضد غارا. لاحظ كاكاشي هذا التصرف فأمر ناروتو وساكورا وشيكامارو بتتبعه واستدعى كلبه باكون لمساعدتهم. بعد انطلاقهم يشعر باكون بأن نينجا من قرية الصوت يتتبعونهم، ولذا يقرر شيكامارو البقاء للعب دور الطعم حتى يتمكن البقية من تتبع ساسوكي. تمكن شيكامارو من الإيقاع بثمانية منهم ولكن كان هناك شخص تاسع يقوم بحمايتهم، وفي ذلك الوقت يتدخل معلمه أسوما ساروتوبي لهزيمة النينجا التسعة. في نفس الوقت، نجح ساسوكي من اللحاق بالأشقاء مما يضطر كانكرو لمواجهته حتى يسمح لشقيقيه بالهروب ولكن يصل شينو أبورامي لإعادة المباراة التي انسحب منها كانكرو سامحًا لساسوكي باللحاق بهم. في النهاية يتمكن ناروتو وساكورا باللحاق بساسوكي الذي بدوره قام باللحاق بغارا وتيماري ونشبت معركة بينهم أدت إلى هزيمة شقيقي الرمال ولكن بدأت بتغيير شخصية غارا بعد أن أراد ناروتو مصادقته. بعد هزيمة أوروتشيمارو وأتباعه وفشل الخطة قاموا بالهروب، وعاد الجونين ليكتشفوا جثة الشهاب الثالث.

### البحث عن تسونادي
تكبدت قرية الرمال خسائر بسبب الغزو الفاشل لقرية الورق التي بدورها خسرت الكثير كذلك فأعلنت الهدنة والذي قبلت بها قرية الورق. بسبب محاولة الغزو، خسرت قرية الورق قائدها ولذا حاول شيوخ القرية إقناع جيرايا باستلام منصب الشهاب إلا أنه رفض وقام بترشيح إحدى تلاميذ الشهاب الثالث ألا وهي تسونادي (وهي إحدى ثلاثي النينجا الأسطوري كذلك). وبسبب أن مكان تسونادي مجهول، انطلق جيرايا للبحث عنها مصطحبًا معه ناروتو الذي وعده بتعليمه تقنية جديدة. في تلك الأثناء، وصل إلى القرية عضوان من الأكاتسكي، ويُعرِّفان نفسيهما على أنهما إيتاتشي أوتشيها - المتهم بإداة عشيرته الأوتشيها - و‌كيسامي هوشيكاغي، ليلفتا انتباه أسوما ساروتوبي و‌كوريناي يوهي اللذان يحاولان اعتقالهما بصفتهما مجرمين هاربين. تندلع معركة بين الأربعة ولكن كانت الغلبة لنينجا الأكاتسكي قبل أن يتدخل كاكاشي ليحاول أن يقلب المعركة لصالح نينجا الورق. يدرك كاكاشي قوة إيتاتشي الجبارة في تقنيات الوهم ثم يسأل إيتاتشي عن سبب مجيئهما فيجيبه أنهما يسعيان خلف ناروتو أوزوماكي.
يصل مايت غاي إلى المعركة لمساندة رفاقه مما جعل عضوي الأكاتسكي يفضلان الانسحاب لتجنب اشتعال معركة كبيرة؛ وفي تلك الأثناء تصل أخبار وصول إيتاتشي إلى مسامع ساسوكي الذي يود الانتقام لعشيرته من أخيه ثم يهرع في البحث عن ناروتو. عندما يصل ساسوكي، يجد أن أخيه قد وصل بالفعل إلى ناروتو في حين كان جيرايا بعيدًا. حاول ساسوكي مهاجمة أخيه إلا أنه يفشل ليستخدم إيتاتشي تقنية الوهم عليه، ويحاول ناروتو مساعدته إلا أن كيسامي يحول بينه وبين ساسوكي. بعدئذٍ، يصل جيرايا بعد اكتشاف أن إيتاتشي قد وضع طُعمًا لإبعاده عن ناروتو. بعد وصول جيرايا، ينسحب الاثنان لعدم مواجهته تاركين ساسوكي في حالة نفسية والأمل في علاجه هي تسونادي. يشرع جيرايا بعدئذٍ في تعليمه التقنية الجديدة وتسمى راسينغان (螺旋丸، حرفيًا "الكرة اللولبية").
بعد بحث يلتقي الاثنان بتسونادي التي تتحدى ناروتو بأنه إن أكمل تقنيته فإنها ستعطيه قلادة الشهاب الأول (جدها) وستعود معهما إلى القرية. في تلك الأثناء يرسل أوروتشيمارو إلى تسونادي مساعده كابوتو لعقد صفقة: معالجة ذراعيه مقابل إعادة إحياء دان (حبيبها السابق). توافق تسونادي وتحاول خداع أوروتشيمارو ولكن يكشف كابوتو خدعتها مما يجعل أوروتشيمارو يحاول الانتقام منها. يصل جيرايا وناروتو لمساعدة تسونادي المنهارة بسبب رؤية الدماء؛ وتندلع معركة بين أوروتشيمارو وجيرايا وكذلك بين ناروتو وكابوتو الذي ينتصر بها ناروتو بفضل تقنيته الجديدة. هذا الانتصار يشجع تسونادي بالانضمام إلى جيرايا في معركته ضد أوروتشيمارو الذي ينسحب بعد فترة. في النهاية تفي تسونادي بوعدها إلى ناروتو بإعطائه القلادة والعودة إلى القرية لتستلم منصب الشهاب الخامس. بعد وصولها إلى القرية تقوم بعلاج ساسوكي وكاكاشي ثم تفحص روك لي (المتأثر بإصابته من مباراته ضد غارا) لتخبره أن احتمالية شفائه أقل من 50% فترفض علاجه لأنه حالته قد تسوء. ولكن بعد إصرار روك لي وكذلك ناروتو تقوم تسونادي بعمل بحث لتزيد نسبة الشفاء إلى 58% ثم تقوم بعلاجه.

## قائمة الشخصيات
الشخصيات التي ظهرت لأول مرة بالموسم مُرتبة حسب الظهور في الحلقات.

### الشخصيات الرئيسية
| الشخصية                  | المؤدي                              | المؤدي       | بداية الظهور | بداية الظهور | ملاحظات                                                             | مرجع         |
| الشخصية                  | الياباني                            | العربي       | أنمي         | مانغا        | ملاحظات                                                             | مرجع         |
| ------------------------ | ----------------------------------- | ------------ | ------------ | ------------ | ------------------------------------------------------------------- | ------------ |
| غاماكيتشي                | يوجي أويدا                          |              | 77           | 131          |                                                                     | [ 6 ]        |
| شوكاكو (ذو الذيل الواحد) | هيروشي إيواساكي                     |              | 78           | 134          |                                                                     | [ 7 ]        |
| إيتاتشي أوتشيها          | هيديو إيشيكاوا                      | منصور السلطي | 80           | 139          |                                                                     | [ 8 ]        |
| كيسامي هوشيكاغي          | تومويوكي دان                        |              | 80           | 139          |                                                                     | [ 8 ]        |
| تسونادي                  | ماساكو كاتسكي هاروهي ناناو (مراهقة) | أسيمة أحمد   | 83           | 139          | ظهرت الشخصية في الحلقة 83 ولكن مؤدية الصوت لم تُدرج سوى في الحلقة 85 | [ 9 ] [ 10 ] |
| شيزوني                   | كيكو نيموتو                         | آمنة عمر     | 85           | 148          |                                                                     | [ 9 ]        |

### شخصيات ثانوية
| الشخصية                        | المؤدي                                                        | المؤدي | بداية الظهور | بداية الظهور | ملاحظات                                                                               | مرجع          |
| الشخصية                        | الياباني                                                      | العربي | أنمي         | مانغا        | ملاحظات                                                                               | مرجع          |
| ------------------------------ | ------------------------------------------------------------- | ------ | ------------ | ------------ | ------------------------------------------------------------------------------------- | ------------- |
| تشوزا أكيميتشي                 | نوبواكي فوكودا                                                |        | 59           | 137          |                                                                                       | [ 11 ]        |
| شيكاكو نارا                    | هيروشي ياناكا                                                 |        | 59           | 137          |                                                                                       | [ 11 ]        |
| إينويتشي ياماناكا              | دايكي ناكامورا                                                |        | 59           | 137          |                                                                                       | [ 11 ]        |
| أوبا ياماشيرو                  | كينجيرو تسودا                                                 |        | 67           | 93           | ظهرت الشخصية في الحلقة 67 ولكن لم يُدرج مؤدي الصوت سوى في الحلقة 75 أنمي ناروتو شيبودن | [ 12 ]        |
| جيروبو                         | كينتا مياكي                                                   |        | 68           | 115          |                                                                                       | [ 13 ]        |
| كيدومارو                       | سسمو تشيبا                                                    |        | 68           | 115          |                                                                                       | [ 13 ]        |
| ساكون وأوكون                   | شونسكي ساكويا                                                 |        | 68           | 115          |                                                                                       | [ 13 ]        |
| تايويا                         | أكينو واتانابي                                                |        | 68           | 115          |                                                                                       | [ 13 ]        |
| هاشيراما سينجو (الشهاب الأول)  | تاكايوكي سوغو                                                 |        | 69           | 118          |                                                                                       | [ 14 ]        |
| توبيراما سينجو (الشهاب الثاني) | كينيو هوريوتشي                                                |        | 69           | 118          |                                                                                       | [ 14 ]        |
| شيبي أبورامي                   | كينجي هامادا                                                  |        | 79           | 137          |                                                                                       | [ 15 ]        |
| هانا إنزوكا                    | إري سايتو                                                     |        | 79           | 137          | ظهرت الشخصية في الحلقة 79 ولكن لم تُدرج مؤدية الصوت سوى في الحلقة 121                  | [ 16 ]        |
| تسومي إنزوكا                   | سيكو فوجيكي                                                   |        | 79           | 137          |                                                                                       | [ 15 ]        |
| فوغاكو أوتشيها                 | داي ماتسوموتو (الحلقة 84) كينجي هامادا (ابتداءً من الحلقة 129) |        | 84           | 145          |                                                                                       | [ 17 ] [ 18 ] |
| دان كاتو                       | تاكوما سوزوكي                                                 |        | 91           | 160          |                                                                                       | [ 19 ]        |
| كاتسويو                        | ماميكو نوتو                                                   |        | 95           | 169          | ظهرت الشخصية في الحلقة 95 ولكن لم تُدرج مؤدية الصوت سوى في الحلقة 96                   | [ 20 ]        |

## قائمة الحلقات
| الإجمالي                                    | الإجمالي                    | عنوان الحلقة | فصول المانغا                | تاريخ العرض الأصلي          | تاريخ العرض العربي          | مرجع                        |
| المسلسل                                     | الموسم                      | عنوان الحلقة | فصول المانغا                | تاريخ العرض الأصلي          | تاريخ العرض العربي          | مرجع                        |
| ...متابعة اختبارات التشونين                 | ...متابعة اختبارات التشونين | ...متابعة اختبارات التشونين | ...متابعة اختبارات التشونين | ...متابعة اختبارات التشونين | ...متابعة اختبارات التشونين | ...متابعة اختبارات التشونين |
| ------------------------------------------- | --------------------------- | --- | --------------------------- | --------------------------- | --------------------------- | --------------------------- |
| 58                                          | 58                          | «يد الشر تقترب! هدفها غرفة في المشفى» المستشفى محاصرة: اكتشاف اليد الشريرة! "شينوبيورو ما نو تي! نيراواريتا بيوشيتسو" (しのび寄る魔の手!狙われた病室)                                                                       | 96-97                       | 12 نوفمبر 2003              | 20 أبريل 2010               | [ 21 ]                      |
| 59                                          | 59                          | «الركض مع القفز والملاحقة، بدأت المباريات النهائية» الجولات النهائية: الاندفاع نحو حلبة المعركة! "مو رِتسو مو تسوي مو داسشو هانسِن كايشي داتِّبايو" (モー烈 モー追 モーダッシュ 本選開始だってばよ)                             | 98                          | 19 نوفمبر 2003              | 27 أبريل 2010               | [ 21 ]                      |
| 60                                          | 60                          | «البياكوغان في وجه السراب المتعدد! سأفوز بلا ريب!» البياكوغان ضد نسخة ظل "بياكوغان باساسو كاغي بونشين! أوري وا زيتِّي كاتسو!!" (白眼VS影分身!オレはゼってー勝つ!!)                                                            | 99-100                      | 26 نوفمبر 2003              | 4 مايو 2010                 | [ 21 ]                      |
| 61                                          | 61                          | «لا نقطة عمياء! دفاع مطلق آخر» الدفاع المطلَق: النقطة العمياء! "شيكاكو زيرو! مو هيتوتسو نو زيتَّاي بوغيو" (死角ゼロ!もうひとつの絶対防御)                                                                                      | 100-102                     | 3 ديسمبر 2003               | 11 مايو 2010                | [ 22 ]                      |
| 62                                          | 62                          | «قوة الدون الحقيقية!» قوة فشل حقيقية "أوتشيكوبوري نو سوكوجيكارا!" (落ちこぼれの底力!) | 103-105                     | 10 ديسمبر 2003              | 18 مايو 2010                | [ 22 ]                      |
| 63                                          | 63                          | «رسوب؟! خطر! تقديم الجدول إلى الأمام!» فز أو انسحب: تعقُّد الجولات النهائية! "شيكَّاكو!؟ كيكِن! مايداوشي! هارانبوكومي نو دايهوسِن!" (失格!?キケン!前倒し!波乱含みの大本戦)                                                        | 105-106                     | 17 ديسمبر 2003              | 25 مايو 2010                | [ 22 ]                      |
| 64                                          | 64                          | «ما أحلى الغيوم... شخص لا دافع لديه» حافز معدوم: الرجل ذو سحابة الحسد! "كومو وا إي نا... ياروكي زيرو نو أتوكو" (雲はいいなあ...やる気ゼロの男)                                                                              | 106-108                     | 24 ديسمبر 2003              | 1 يونيو 2010                | [ 22 ]                      |
| 65                                          | 65                          | «عندما ترقص ورقة الشجر! ويطير الرمل» الورقة الراقصة، الرمال المتلوية "غيكيتوتسو! كونوها ماي سونا أوغوميكو توكي" (激突!木ノ葉舞い砂うごめく瞬間)                                                                             | 109-110                     | 31 ديسمبر 2003              | 8 يونيو 2010                | [ 22 ]                      |
| 66                                          | 66                          | «مهارة عريض الحواجب! أسلوب متميز!» تقنية ذي الحاجبين: أسلوب ساسوكي! "أراشي أو يوبو أتوكو!! ساسوكي نو غيجيمايو-ريو تايجِتسو!" (嵐を呼ぶ男!!サスケのゲジマユ流体術!)                                                           | 111-112                     | 14 يناير 2004               | 15 يونيو 2010               | [ 23 ]                      |
| 67                                          | 67                          | «السبب الحقيقي للتأخر! ظهور المهارة السرية!» متأخر في العرض، لكن مستعد للذهاب! ميلاد التقنية السرية المطلقة! "داتي ني أوكوريتا واكي جا ناي! كيوكيوكو أوغي - تشيدوري تانجو!!" (だてに遅れたわけじゃない!究極奥義·千鳥誕生!!) | 112-114                     | 14 يناير 2004               | 22 يونيو 2010               | [ 23 ]                      |
| تحطيم قرية الورق (木ノ葉崩し كونوها كوزوشي) |                             | |                             |                             |                             |                             |
| 68                                          | 68                          | «بدأ تدمير ورقة الشجر!» ساعة الصفر! بداية تدمير قرية الورق المخفية! ""كونوها كوزوشي" شيدو!" (「木ノ葉崩し」始動!) | 115-116                     | 28 يناير 2004               | 29 يونيو 2010               | [ 23 ]                      |
| 69                                          | 69                          | «كنت أتحرَّق شوقًا! مهمة من المستوى الأول!!» القرية في محنة: مهمة جديدة من الدرجة "أ"! "ماتِّماشيتا! إيه-رانكو نينمو داتِّبايو!!" (待ってました!Aランク任務だってばよ!!)                                                           | 117-118                     | 4 فبراير 2004               | 6 يوليو 2010                | [ 23 ]                      |
| 70                                          | 70                          | «أشد الناس جبنًا، لا بد أن نفعل ذلك!» نداء متهرب للعمل: لا تهاجم مزيدًا! "نيغيغوشي نانبا وان مِندوكوسي~ غا ياروكيا ني" (逃げ腰NO.1 めんどくせーがやろっきゃねえ!!)                                                             | 118-119                     | 11 فبراير 2004              | 13 يوليو 2010               | [ 23 ]                      |
| 71                                          | 71                          | «يصعب الوصف! معركة من مستوى الشهاب» مبارة لا مثيل لها: معركة الهوكاغي الملكية! "كوكون موسو! "هوكاغي" تو إيو ريبيرو نو تاتاكاي" (古今無双!「火影」というレベルの戦い)                                                        | 120-121                     | 18 فبراير 2004              | 20 يوليو 2010               | [ 24 ]                      |
| 72                                          | 72                          | «غلطة الشهاب، الوجه الحقيقي تحت القناع» خطأ من الماضي: وجه يُكشَف! "هوكاغي نو أياماتشي كامِن ني شيتا نو سوغاو" (火影の過ち 仮面の下の素顔)                                                                                     | 121-122                     | 25 فبراير 2004              | 27 يوليو 2010               | [ 24 ]                      |
| 73                                          | 73                          | «المهارة الممنوعة! خاتم الطاقة الثابت» التقنية السرية المحرمة: ختم إعادة الإحياء! "كينجِتسو أوغي! "شيكي فوجين"" (禁術奥義!「屍鬼封尽」)                                                                                      | 123-124                     | 3 مارس 2004                 | 3 أغسطس 2010                | [ 24 ]                      |
| 74                                          | 74                          | «الصدمة! حقيقة غارا» الحقيقة المذهلة: بروز هوية غارا! "كيوغاكو! غارا نو شوتاي" (驚愕!我愛羅の正体) | 125-126                     | 10 مارس 2004                | 10 أغسطس 2010               | [ 24 ]                      |
| 75                                          | 75                          | «تجاوز الحد... قرار ساسوكي!!» قرار ساسوكي: الدفع إلى الحافة! "غِنكاي أو كويتي... ساسوكي نو كِتسودان!!" (月夜の暗殺者) | 127-128                     | 17 مارس 2004                | 17 أغسطس 2010               | [ 24 ]                      |
| 76                                          | 76                          | «قاتل في منتصف الليل» قاتل الليل المقمر "تسوكيو نو أنساتسوشا" (月夜の暗殺者) | 129-130                     | 24 مارس 2004                | 24 أغسطس 2010               | [ 25 ]                      |
| 77                                          | 77                          | «اللقاء المهم، سأنقذ الجميع» الضوء ضد الظلام: وجها غارا "هيكاري تو يامي غارا تو إيو نا" (光と闇 我愛羅という名) | 131-132                     | 31 مارس 2004                | 31 أغسطس 2010               | [ 25 ]                      |
| 78                                          | 78                          | «انفجار! هذه هي ملحمة النينجا!!» كتيب النينجا لناروتو "باكو! كوري زو ناروتو نينبوتشو~~!!" (爆発!これぞナルト忍法帖〜〜っ!!)                                                                                                 | 133-135                     | 7 أبريل 2004                | 7 سبتمبر 2010               | [ 25 ]                      |
| 79                                          | 79                          | «تحطيم الحدود! نهاية المعركة» ما وراء حدود الظلام والضوء "ريميتُّو بوتشيغيري! ~هيكاري تو يامي~" (リミットぶっちぎり! 〜光と闇〜)                                                                                              | 136-137                     | 14 أبريل 2004               | 14 سبتمبر 2010              | [ 25 ]                      |
| 80                                          | 80                          | «الشهاب الثالث، للأبد» الهوكاغي الثالث، للأبد... "ساندايمي يو، توا ني......!!" (三代目よ, 永久に......!!) | 138-139                     | 21 أبريل 2004               | 21 سبتمبر 2010              | [ 25 ]                      |
| البحث عن تسونادي (綱手探索 تسونادي تانساكو) |                             | |                             |                             |                             |                             |
| 81                                          | 81                          | «عودة ضباب الفجر» عودة ضباب الصباح "أساغيري نو كيكيو" (朝霧の帰郷) | 140-141                     | 28 أبريل 2004               | 28 سبتمبر 2010              | [ 26 ]                      |
| 82                                          | 82                          | «قتال الشارينغان العنيف» وجهًا لوجه: الشارينغان ضد الشارينغان! "شارينغان تاي شارينغان!!" (写輪眼VS写輪眼!!) | 142-143                     | 5 مايو 2004                 | 5 أكتوبر 2010               | [ 26 ]                      |
| 83                                          | 83                          | «رحلة وطعام كثير» جيرايا: كارثة ناروتو المحتملة! "أو، نو~! جيرايا نو جونان، ناروتو نو ساينان" (おお, のォ〜っ!自来也の女難, ナルトの災難)                                                                                   | 143-144                     | 12 مايو 2004                | 12 أكتوبر 2010              | [ 26 ]                      |
| 84                                          | 84                          | «الانفجار العنيف والغضب الشديد» الزئير، التشيدوري! شقيق ضد شقيق! "أوناري تشيدوري، هويرو ساسوكي!" (唸れ千鳥 吠えろサスケ!)                                                                                                   | 145-146                     | 19 مايو 2004                | 19 أكتوبر 2010              | [ 26 ]                      |
| 85                                          | 85                          | «الحقد والكراهية، وصية مجرم» الكراهية بين الأوتشيها: نهاية العشيرة! "أوروكانارو أوتوتو يو أورامي، نيكومي!" (愚かなる弟よ 恨め, 憎め!)                                                                                       | 147-148                     | 26 مايو 2004                | 26 أكتوبر 2010              | [ 26 ]                      |
| 86                                          | 86                          | «البحث عن القوة، سأكون أقوى» بداية تمرين جديد: سأصبح قويًا! "شوغيو كايشي، أوري وا زيتِّي تسويوكو نارو!" (修行開始 オレはぜってー強くなる!)                                                                                     | 149-150                     | 2 يونيو 2004                | 2 نوفمبر 2010               | [ 27 ]                      |
| 87                                          | 87                          | «قوة الإرادة» الاستمرار في التمرين: تفجير كرة الماء! "كونجو!!! واريرو ميزوفوسِن" (根性!!!割れろ水風船) | 151                         | 9 يونيو 2004                | 9 نوفمبر 2010               | [ 27 ]                      |
| 88                                          | 88                          | «علامة قرية ورقة الشجر على عصابة الرأس» النقطة المركزية: علامة ورقة الشجر "كونوها ماكو تو هيتاياتي" (木ノ葉マークと額当て)                                                                                                  | 152-154                     | 16 يونيو 2004               | 16 نوفمبر 2010              | [ 27 ]                      |
| 89                                          | 89                          | «خطى الشر» اختيار مستحيل: الألم داخل قلب تسونادي "هامون" (波紋) | 155-157                     | 23 يونيو 2004               | 23 نوفمبر 2010              | [ 27 ]                      |
| 90                                          | 90                          | «انفجار الغضب! تدفع الثمن غاليًا» لا يغتفر! نقص كلي في الاحترام! "إكاري باكوهاتسو! يوروسانيتِّيبايو" (怒りバクハツ!許さねーってばよ)                                                                                           | 157-158                     | 7 يوليو 2004                | 30 نوفمبر 2010              | [ 27 ]                      |
| 91                                          | 91                          | «ميراث الشهاب الأول، القلادة النادرة» الإرث: قلادة الموت "شوداي هوكاغي نو إسان شي أو يوبو كوبيكازاري" (初代火影の遺産 死を呼ぶ首飾り)                                                                                       | 159-160                     | 14 يوليو 2004               | 7 ديسمبر 2010               | [ 28 ]                      |
| 92                                          | 92                          | «نعم أو لا! جواب واحد» عرض مريب! اختيار تسونادي "يس كا نو كا! تسونادي نو كايتو" (YESかNOか!ツナデの回答) | 161-163                     | 21 يوليو 2004               | 14 ديسمبر 2010              | [ 28 ]                      |
| 93                                          | 93                          | «انهيار المفاوضات» الانهيار! إلغاء الصفقة! "كوشو كِتسورِتسو!" (交渉決裂!!) | 163-164                     | 28 يوليو 2004               | 21 ديسمبر 2010              | [ 28 ]                      |
| 94                                          | 94                          | «اسم الضربة الجديدة، الكرة المذهلة» هجوم! ضرواة الراسينغان! "كوراي! إكاري نو راسِنغان" (くらえ!怒りの螺旋丸) | 165-167                     | 4 أغسطس 2004                | 28 ديسمبر 2010              | [ 28 ]                      |
| 95                                          | 95                          | «الشهاب الخامس: سأسير على دربهم» الهوكاغي الخامسة! حياة على المحك! "غودايمي هوكاغي، إنوتشي أو كاكيتا تاتاكاي!" (五代目火影 命を賭けた戦い)                                                                                  | 168-169                     | 11 أغسطس 2004               | 4 يناير 2011                | [ 28 ]                      |
| 96                                          | 96                          | «معركة ثلاثية الأطراف» المأزق! مواجهة السانين الحاسمة! "سانسوكومي نو تاتاكاي" (三すくみの戦い) | 170-171                     | 18 أغسطس 2004               | 18 يناير 2011               | [ 29 ]                      |
| 97                                          | 97                          | «الاستراحة في الينبوع الحار» الاختطاف! مغامرة ناروتو في الينابيع الساخنة! "ناروتو نو يوكيموري تشيندوتشو" (ナルトの湯けむり珍道中)                                                                                           | حصرية                       | 18 أغسطس 2004               | 18 يناير 2011               | [ 29 ]                      |
| 98                                          | 98                          | «انسَ أنك من النينجا» تحذير تسونادي: لا نينجا للأبد "نينجا أو ياميرو! تسونادي نو تسوكوكو" (忍者を辞めろ!ツナデの通告) | 172-173                     | 25 أغسطس 2004               | 25 يناير 2011               | [ 29 ]                      |
| 99                                          | 99                          | «الإرادة القوية تتجدد» إرادة النار ستظل مشتعلة "هي نو إشي أو تسوغو مونو" (火の意志を継ぐもの) | حصرية                       | 1 سبتمبر 2004               | 1 فبراير 2011               | [ 29 ]                      |
| 100                                         | 100                         | «علاقة الأستاذ والطالب المندفعين، عندما يرسم الرجال طريق النينجا» المدرب والتلميذ: رابطة الشينوبي "نيكِّتسو شيتيه نو كيزونا ~أوتوكو غا نيندو أو تسورانوكو توكو~" (熱血師弟の絆〜男が忍道を貫くとき〜)                         | 179-180                     | 8 سبتمبر 2004               | 8 فبراير 2011               | [ 29 ]                      |